# Paul von Jahreiß
Heinrich Paul Jahreiß, ab 1915 Ritter von Jahreiß (* 1. Mai 1878 in Ingolstadt; † 22. Februar 1919 in München) war ein bayerischer Offizier, Ritter des Militär-Max-Joseph-Ordens und Opfer eines Attentats.

## Leben

### Herkunft und Familie
Jahreiß war Sohn des Heinrich Jahreiß (ca. 1836), ein Hauptmann der bayerischen Armee, welcher im Deutschen und im Deutsch-Französischen Krieg diente. Sein Vater erreichte später den Rang eines Majors und schied aus der Armee aus. Er verlobte sich im Jahre 1905 mit Betty Maria Anna Jahreis, Tochter eines Kommerzienrats.

### Karriere
Jahreiß trat als Offiziersaspirant in das Königlich Bayerische 6. Chevaulegers-Regiment „Prinz Albrecht von Preußen“ und wurde 1897 zum Fähnrich ernannt. Er erwarb 1898 die Offiziersreife für die bayerische Armee. Am 6. März 1898 wurde er zum Leutnant befördert. Seine Beförderung zum Oberleutnant erhielt er am 27. Oktober 1906. 1908 wurde er zur Bayerischen Kriegsakademie abkommandiert und beendete diese erfolgreich im Jahre 1911 mit Eignung für den Generalstab sowie das Lehrfach Taktik. Noch am 25. August 1913 wurde er zum Hauptmann befördert. Seit 1913 wirkte er auch bei der Zentralstelle im bayerischen Generalstab.
Nach Ausbruch des Ersten Weltkrieges diente er im Generalstab der Königlich Bayerischen Kavallerie-Division. Während Operationen im Kurland im Jahre 1915 zeichnete er sich als Generalstabsoffizier aus und konnte durch seinen Rat den frühen Aufbruch der Division am 26. April 1915 bewirken, wodurch die Armee des russischen Reiches keine Abwehrmaßnahmen ergreifen konnte. Am 9. März 1915 führte er eigenhändig eine Kompanie des 5. Garde-Regiments auf die Höhe 162, die für die Behauptung der Verteidigungslinie der Division von ausschlaggebender Bedeutung war. Er wurde für seine Verdienste 1915 mit dem Militär-Max-Joseph-Orden ausgezeichnet und 1917 zum Major befördert.
Noch am 28. Oktober 1918 wurde er dem Chef des Generalstabes des Feldheeres überwiesen. Nach Kriegsende diente er als Referent für Sicherheitsfragen im Innenministerium. Jahreiß war in Vertretung des bayerischen Ministers Roßhaupter in Weimar, nahm dann einige Tage Urlaub in München und wollte wieder nach Weimar zurückkehren, nahm aber aus persönlichem Interesse an der Eröffnung des bayerischen Landtags im Februar 1919 teil. Einen Tag zuvor war der bayerische Ministerpräsident Kurt Eisner (USPD) von dem völkisch-rechtsextremen Attentäter Anton Graf von Arco auf Valley erschossen worden. Der Arbeiter Alois Lindner wollte dafür Rache üben und stürmte den Landtag. Nachdem Lindner den politischen Rivalen Eisners, Erhard Auer (SPD) niedergeschossen hatte, versuchte Jahreiß, ihn aufzuhalten und zu überwältigen. Jahreiß wurde dabei tödlich verletzt. Auch der Landtagsabgeordnete Heinrich Osel erlitt eine tödliche Schussverletzung.
Jahreiß wurde auf dem neuen Schwabinger Friedhof unter großer Teilnahme begraben. Ein Oberstleutnant von Holleben legte im Auftrag von Paul von Hindenburg einen Kranz für ihn nieder.